# Alice Waddington
Alice Waddington (Bilbao, 31 de julio de 1990) es una polifacética artista española.

## Biografía
Nacida con el nombre de Irene el 31 de julio de 1990 en Bilbao (barrio de Zorrotzaurre), e hija de una psicóloga catalana y un profesor gallego, Waddington adoptó su nombre artístico a los dieciséis años, mientras asistía como adjunta al director de fotografía Quique López. A los 18 años, estudió publicidad en la Universidad UPV-EHU, donde comenzó a capturar imágenes de promoción y dirigir películas de moda como fotógrafa y asistente de fotografía para las ediciones españolas de Harper's Bazaar , Neo2 y otras, como la japonesa Kera Magazine. 

## Trayectoria
Encontró patrocinadores para ayudarla a producir su primera película narrativa de 11 '30' 'minutos, Disco Inferno (2015), que recibió nominaciones en 63 festivales internacionales de cine, incluidos los favoritos de los fanáticos del género como Palm Springs , Fantasia , Sitges (Premio Noves Visions Short) o Fantastic Fest , que la premió como Mejor Directora en su categoría, y el segundo mejor proyecto de largometraje del Mercado Fantástico por su película Paradise Hills. Se produjeron otras once victorias en festivales internacionales, con una considerable presencia comparativa del corto en festivales estadounidenses (18/63) y canadienses (6/63).
Waddington entró en 2017 en la preproducción de su primer largometraje, Paradise Hills, con la productora española Nostromo Pictures, un thriller de ciencia ficción escrito por Brian DeLeeuw  y Nacho Vigalondo. Se estrenó en 2019.
Waddington ha señalado en entrevistas que después de Paradise Hills desea dirigir biopics, terror fantástico socialmente metafórico sobre minorías e historias de terror que hayan tenido lugar.
En junio de 2019, se anunció que Waddington está desarrollando su segunda película Scarlet, a partir de un guion escrito por ella y Kristen SaBerre. La película será distribuida por Netflix.
En septiembre de 2021, Waddington fue contratada para dirigir la adaptación de la serie de cómics Dept. H para Netflix.

## Activismo social
Waddington es una reivindicativa del cambio social progresista en lo que respecta a causas relacionadas con la cooperación femenina y la sororidad dentro de las artes.
En el contexto del cine, se ha hecho eco de la necesidad de que haya más películas dirigidas por mujeres y con un reparto más diverso en todo el mundo y de motivar a las jóvenes para que se matriculen en programas de dirección cinematográfica. También ha mencionado a menudo la necesidad de que los estudios de cine de todo el mundo contraten a más mujeres, haciendo hincapié en las mujeres de color.
Waddington habla español e inglés con fluidez y habla francés y catalán.

## Filmografía
| Año  | Título         | Director | Guionista | Productor | notas        |
| 2015 | Disco Inferno  | Sí       | Sí        | Sí        | Cortometraje |
| 2019 | Paradise Hills | Sí       | Sí        | No        |              |

## Premios
El cortometraje de Waddington "Disco Inferno" se ha presentado en 63 festivales de cine plus, de género y convencionales de todo el mundo, ganando varios premios:
| Año  | Festival                                                         | Categoría                         | Película       | Resultado                    |
| 2015 | Austin Fantastic Fest - United States                            | Shorts with Legs - Mejor Director | Disco Inferno  | Ganador                      |
| 2015 | Austin Fantastic Fest - United States                            | Mejor largometraje Proyecto       | Paradise Hills | Ganador (Plata)              |
| 2015 | Sitges Film Festival - Spain                                     | Noves Visions - Corto             | Disco Inferno  | Ganador                      |
| 2016 | Brooklyn Horror Film Festival - United States                    | Mejor Director                    | Disco Inferno  | Ganador                      |
| 2016 | Slamdance Film Festival United States                            | Mejor corto Anarquía              | Disco Inferno  | Ganador                      |
| 2016 | Monster Fest - Australia                                         | Mejor Cinematografía              | Disco Inferno  | Ganador                      |
| 2016 | C-FEM - Festival de Cine Fantástico Europeo de Murcia            | Gran Premio del jurado            | Disco Inferno  | Ganador                      |
| 2016 | Mikrofilm Short Festival - Spain                                 | Mejor Director                    | Disco Inferno  | Ganador                      |
| 2016 | Cinefantasy Festival Internacional de Cinema Fantástico - Brazil | Mejor corto                       | Disco Inferno  | Ganador (Mejor banda sonora) |
| 2016 | Festival de Cine de Horror - Mexico                              | Mejor corto                       | Disco Inferno  | Ganador                      |
| 2016 | Festival Fantosfreak - Spain                                     | Mejor corto                       | Disco Inferno  | Ganador                      |